# Boccardia basilaria
Boccardia basilaria är en ringmaskart som beskrevs av Hartman 1961. Boccardia basilaria ingår i släktet Boccardia och familjen Spionidae. Inga underarter finns listade i Catalogue of Life.